# Hauptstraße 43 (Gundelfingen an der Donau)

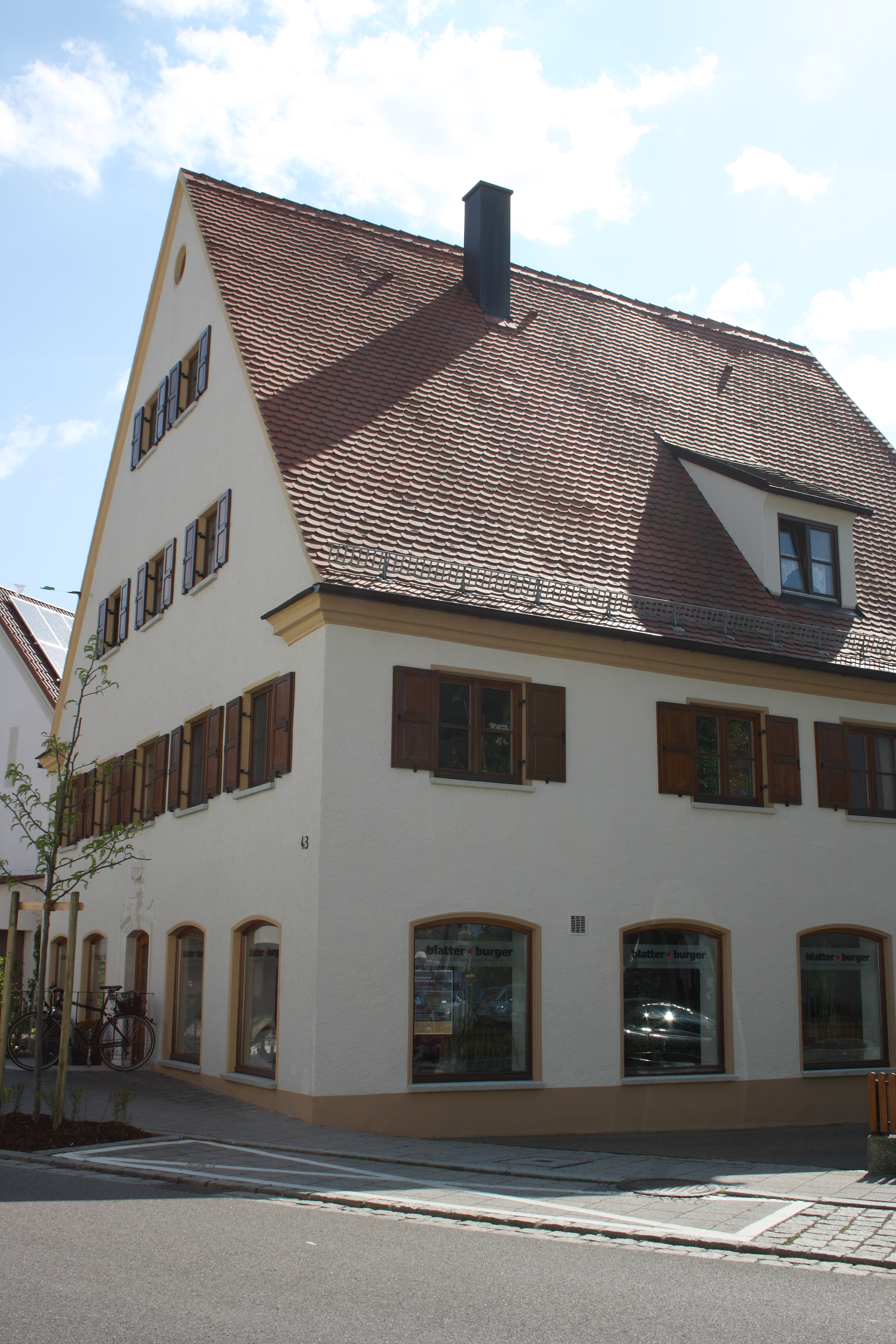
Bürgerhaus Hauptstraße 43

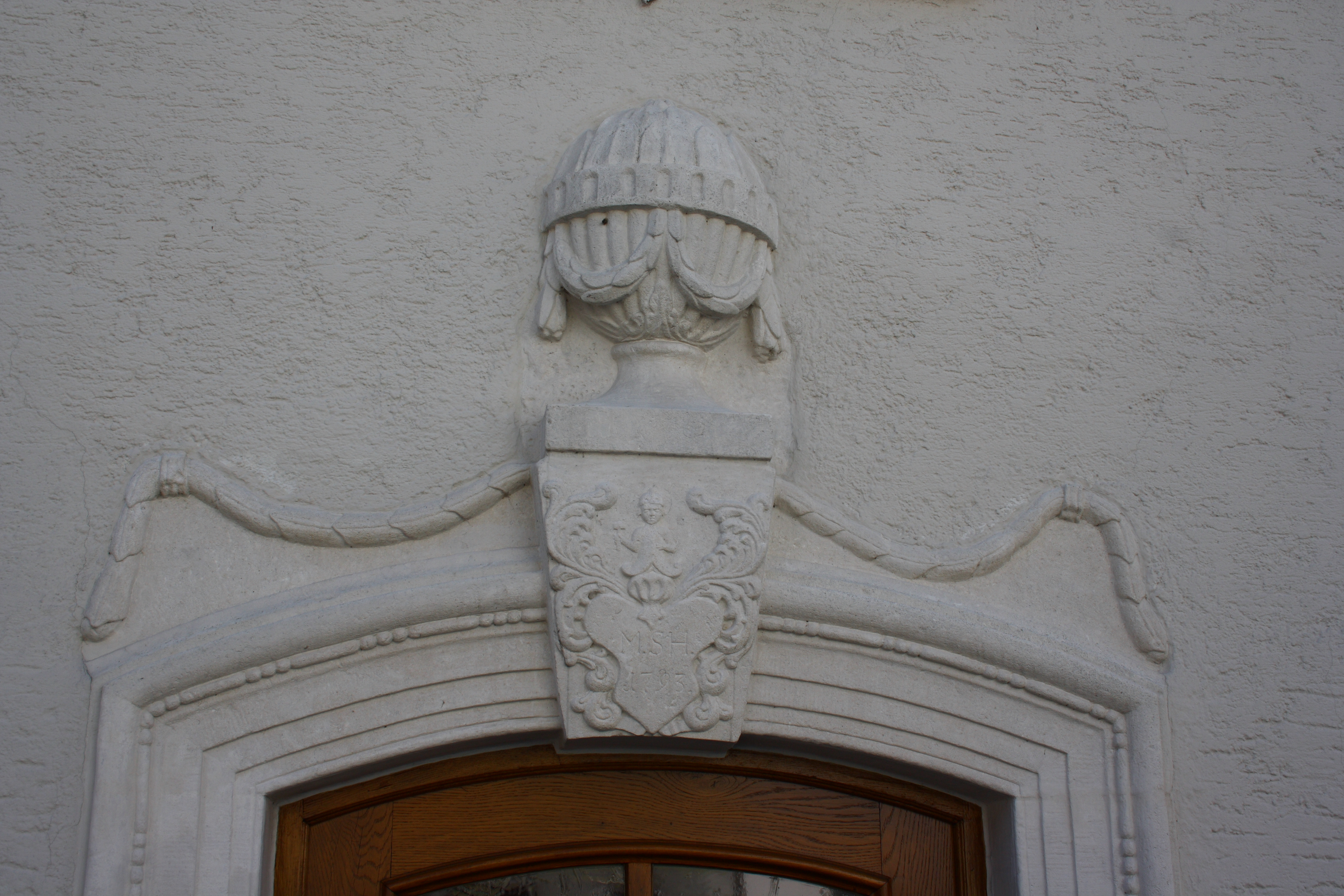
Portalschmuck

Das Haus Hauptstraße 43 in Gundelfingen an der Donau, einer Stadt im schwäbischen Landkreis Dillingen an der Donau in Bayern, wurde in der zweiten Hälfte des 18. Jahrhunderts errichtet. Das Gebäude ist ein geschütztes Baudenkmal.
Das zweigeschossige Giebelhaus mit fünf Achsen wurde in der zweiten Hälfte des 18. Jahrhunderts errichtet. Es besitzt einen glatten Giebel mit Profilrand, das Traufgesims ist an der Giebelfassade verkröpft. An der Schaugiebelseite befindet sich mittig ein Portal mit Werksteingewände, das profiliert und mit einer Perlschnur versehen ist. Am Schlussstein befindet sich eine Wappentartsche mit der Inschrift M.SH. 1793. Über dem Schlussstein ist eine Vase mit Girlande zu sehen.